# Orfeu i Eurídice
Orfeu i Eurídice (en italià: Orfeo ed Euridice, en francès: Orphée et Eurydice) és una òpera en tres actes del compositor alemany Christoph Willibald Gluck, amb llibret de Ranieri de' Calzabigi, que data de 1762 i està basada en el mite d'Orfeu. Pertany al gènere de azione teatrale (acció teatral), que implica que l'òpera es basa en un tema de la mitologia i utilitza danses i cors. La peça es va estrenar a Viena en 1762. És una de les primeres obres en què Gluck plasma la seua intenció de reformar l'òpera, tractant que la poesia, el llenguatge i l'acció dramàtica reflectiren la senzillesa i el poder de la tragèdia grega. Al mateix temps, va intentar reemplaçar els recargolats arguments i la complexitat de la música, característiques de l'òpera seriosa, per una "noble senzillesa" en la música i el drama.
Pensada originàriament per a un llibret en italià, Orfeu i Eurídice deu molt al gènere de l'òpera francesa, particularment pel seu ús de recitatius amb acompanyament i una absència general de virtuosisme vocal. De fet, dotze anys després de la seua estrena, Gluck va adaptar l'òpera, acomodant-la als gustos del públic parisenc en l'Académie Royale de Musique. Aquesta nova adaptació de l'obra va rebre el nom francès d'Orphée et Eurydice, i va suposar múltiples canvis en el repartiment vocal, més propers al gust francès.
Sense dubte, Orfeo ed Euridice és l'obra més popular de Gluck, i l'òpera més antiga del repertori operístic internacional que es representa assíduament. S'ha representat
a tot el món i en tots els temps. Ha afavorit la seva presència l'economia de mitjans que requereix, amb només tres -o quatre- personatges, escenografia senzilla de realitzar i, per descomptat, amb la música exquisida de Gluck.
No obstant això ha sofert nombrosos canvis i fins i tot alguns han atemptat la seva integritat.
Escrit inicialment el paper principal per castrato, tot i que Gluck, en la seva reforma,
no volia utilitzar aquesta veu (s'hi va veure obligat pel Teatre de la Cort de Viena), el paper va ser canviat per a tenor quan Gluck va presentar l'òpera a París, a més, li va afegir nombroses escenes, va allargar el ballet, com era lògic a París, va traduir el text de Calzabigi al francès, amb versos afegits de Pierre-Louis Moline, i així va entrar al repertori de l'òpera francesa. Mentrestant, a Itàlia, on no es comprenia el sentit de la reforma de Gluck, s'afegien àries da capo a la massa austera partitura.

## Influències
L'Assaig sobre l'òpera de Francesco Algarotti, de 1755, va ser una gran influència en el desenvolupament de la ideologia reformista de Gluck. Algarotti va proposar un model àmpliament simplificat de l'òpera seriosa, amb la predominança del drama sobre la música, el ballet o l'escenografia. El drama en si, hauria de "delectar als ulls i a les oïdes per a provocar i colpir els cors de l'audiència, sense córrer el risc de pecar en contra de la raó i el sentit comú". Les idees d'Algarotti van influenciar Gluck i al seu llibretista, Calzabigi. Calzabigi va ser un prominent defensor de la reforma, i va assenyalar: "Si el mestre Gluck va ser el creador de la música dramàtica, no ho va fer del no-res. Li he proveït del material o del caos, si els sembla bé. Nosaltres per tant compartim l'honor d'aquesta creació."
Com altres influències s'inclouen el compositor Niccolò Jommelli i el seu maître de ballet a Stuttgart, Jean-Georges Noverre. Les Lettres sur la danse (1760) de Noverre defensaven l'efecte dramàtic sobre l'ostentació acrobàtica; el mateix Noverre es trobava influenciat per les òperes de Rameau i l'estil dinterpretatiu de l'actor David Garrick. Hom creu que la considerable quantitat de ballet a Orfeu i Eurídice es deu a la seua influència. El mateix Jomelli va destacar pel control sobre tots els aspectes de la producció: ballet, escenografia i públic.

## Història de les representacions

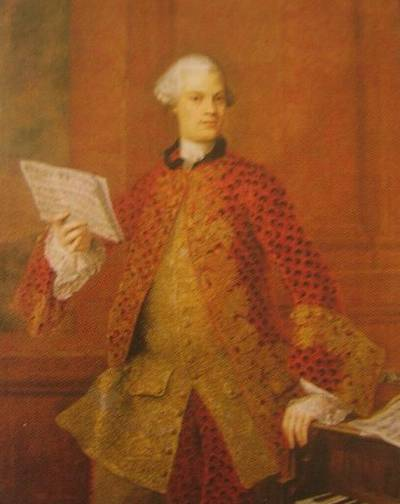
Gaetano Guadagni, el primer Orfeu.

Va ser estrenada al Burgtheater de Viena, el 5 d'octubre de 1762, en la festa de l'onomàstica de l'emperador Francesc I d'Habsburg. La producció va ser supervisada per l'administrador del teatre, el reformista comte Giacomo Durazzo. La coreografia va estar a càrrec de Gasparo Angiolini i els decorats van ser de Giovanni Maria Quaglio, ambdós destacats professionals en els seus respectius camps. El primer Orfeu va ser el famós castrato Gaetano Guadagni. Es va reposar a Viena en la temporada següent, però després no va ser programada de nou fins a l'any 1769. Per a les representacions que van tenir lloc a Londres l'any 1770, Guadagni va cantar el paper d'Orfeu, però la música tenia poc a veure amb l'original de Gluck, atès que Johann Christian Bach - "el Bach anglès" - en va compondre gran quantitat de músca nova. Haydn en va dirigir la versió italiana a Eszterháza, l'any 1776. Durant les primeries del segle xix, Adolphe Nourrit va esdevenir particularment conegut per les seues interpretacions de l'Orfeu a l'Òpera de París. L'any 1854 Franz Liszt la va dirigir a Weimar, i hi va compondre un poema simfònic completament nou i de la seua inspiració per a reemplaçar l'obertura original de Gluck. Durant el segle xix i el segle xx, el paper d'Orfeu ha estat interpretat habitualment per una contralt; entre les intèrprets més destacades cal esmentar a Clara Butt i Kathleen Ferrier, així com les mezzosopranos Rita Gorr i Janet Baker. Entre els directors, Arturo Toscanini va ser un notable defensor de l'òpera.

## Versions revisades
L'any 1769, per a una interpretació a Parma que va ser dirigida pel compositor, Gluck va transposar el paper d'Orfeu per al castrat soprano Giuseppe Millico, mantenint el llibret en italià. Aquesta versió no ha estat interpretada en època moderna.
Gluck va revisar de nou la partitura per a una producció a París, que es va estrenar el 2 d'agost de 1774. Per a aquesta versió, amb el nom francès d'Orphée et Eurydice, Pierre-Louis Moline va elaborar un llibret en francès, que era alhora una traducció i una ampliació del llibret original de Calzabigi. Gluck va expandir i va reescriure algunes parts de l'òpera, i va canviar el paper d'Orfeu des de la tessitura de castrato a la de tenor agut (o haute-contre en expressió francesa) - la veu més comuna en l'òpera francesa per als personatges heroics - atès que entre els francesos no s'estilaven els castrats. Aquesta versió francesa conté números addicionals de ballet, d'acord amb els gustos de l'època a París.
L'any 1859, el compositor Hector Berlioz va fer una versió de l'òpera - en quatre actes - pensant en la cantant Pauline Viardot, adaptant la partitura perquè el personatge principal fora assumit per una contralt. En aquesta adaptació, Berlioz va utilitzar la partitura de l'estrena vienesa de 1762, però afegint molta de la música addicional de la versió de París de 1774. Va respectar la versió "italiana" quan considerava que era superior, ja fora en termes musicals o dramàtics. També va alterar l'orquestració perquè l'obra poguera gaudir dels nous desenvolupaments i avanços en matèria d'instruments musicals. En el temps de Berlioz, Orfeu va arribar a ser cantat habitualment per una contralt o un tenor, i la versió original per a castrat va anar caient en l'oblit. Els mateixos cantants castrats van desaparèixer del món de l'òpera al voltant de 1825, de manera que la versió original per a castrat esdevingué cada vegada més difícil d'interpretar. La pràctica moderna per tal d'aproximar la tessitura a la del castrat amb un contratenor, s'ha vingut usant només des de la dècada del 1950.
Finalment, una edició de l'any 1889, publicada per Riccordi, combinava elements d'ambdues versions, la italiana i la francesa, usant de nou una contralt per al paper d'Orfeu. Aquesta edició va esdevenir molt popular, i consistia bàsicament en l'adaptació de Berlioz, però condensada en tres actes. També reincorporava la major part de la música de la versió francesa de 1774 que Berlioz va ometre. En alguna ocasió, el paper d'Orfeu ha estat transposat descendint-lo una octava fins a la tessitura de baríton. Dietrich Fischer-Dieskau i Hermann Prey han estat dos dels barítons notables que han interpretat el paper a Alemanya. Dietrich Fischer-Dieskau va enregistrar l'òpera, un enregistrament que encara es troba disponible a nivell comercial.

## Orfeui la reforma
Aquesta va ser la primera òpera en què Gluck va mostrar senyals de la seua ambició de reformar l'opera seria. Les àries "tancades" i els cors, donen pas a peces més curtes, enllaçades per a formar unitats estructurals més llargues. És notable l'absència d'àries da capo; reemplaçades per altres de forma estròfica, notablement en el cas de l'ària del primer acte Chiamo il mio ben così, en la qual cada vers s'intercala amb un recitatiu dramàtic, - és a dir, stromentato, amb la veu acompanyada per part o per la totalitat de l'orquestra - o de forma rondó, com en el cas de la cèlebre ària del tercer acte Che farò senza Euridice?. També es troba absent el tradicional recitatiu secco (eixut), en el qual la veu s'acompanya només amb el baix continu. Definitivament, totes les velles convencions de l'opera seria italiana resulten disgregades en favor d'un major ímpetu de l'acció dramàtica. La complexitat de la línia argumental es redueix, eliminant els arguments laterals. Gluck va rebre la influència de la tragédie en musique (tragèdia musical) francesa, particularment a través de l'obra de Rameau. Com en aquelles, l'òpera conté un significatiu nombre de danses, un important ús de cor i recitatius acompanyats. El coup de théâtre d'obrir l'obra amb un cor lamentant la pèrdua d'un dels personatges principals és molt semblant a l'utilitzat per Rameau a la seua òpera Castor et Pollux (1737). Altres elements encara no palesen les posteriors reformes de Gluck; per exemple, l'agitada i alegre obertura no reflecteix l'esperit de l'acció subsegüent.
El paper d'Orfeu necessita un actor especialment dotat per tal que l'ària estròfica Chiamo il mio ben così no esdevinga monòtona, i també per donar el caire tràgic que necessita tant aquesta com l'ària Che farò senza Euridice?, atès que ambdues estan basades en harmonies, la naturalesa dolguda de les quals no resulta òbvia. El primer Orfeu, Gaetano Guadagni, era considerat un excel·lent actor que de fet havia pres lliçons a Londres del cèlebre actor shakespearià David Garrick. Pel que sembla, Guadagni era capaç d'emetre un emotiu i colpidor to sense augmentar el volum de la veu. Quan Gluck va haver de fer front a les crítiques respecte que Che farò senza Euridice? no era una ària sentimental; va respondre dient que calia absolutament una perfecta execució de la peça: "si hom fa el més lleu canvi, tant pel que fa al moviment o a l'expressió, esdevindrà un saltarello per a titelles".
La reforma de Gluck, que va començar amb Orfeo ed Euridice, va tenir una influència decisiva en el desenvolupament de l'òpera. Els ideals de Gluck van influir en les populars obres de Mozart, Wagner i Weber, especialment sobre la concepció wagneriana del Gesamtkunstwerk. L'antiga opera seria i el domini dels cantants especialistes en floritures van esdevenir cada vegada més impopulars després de l'èxit de les obres de Gluck, especialment a partir de l'Orfeu. A Orfeu i Eurídice l'orquestra és molt més important que en les òperes precedents, el que pot advertir-se especialment a l'arioso d'Orfeu Che puro ciel. Ací, la veu es veu relegada a un paper menys important que en el recitatiu tradicional, i és l'oboè qui es fa càrrec de la línia melòdica principal, recolzat per solos de flauta, violoncel, fagot i trompa. També hi ha acompanyament de les cordes (tocant en triplets) i del continuo, en l'orquestració més complexa que Gluck mai va compondre.

## Orquestració

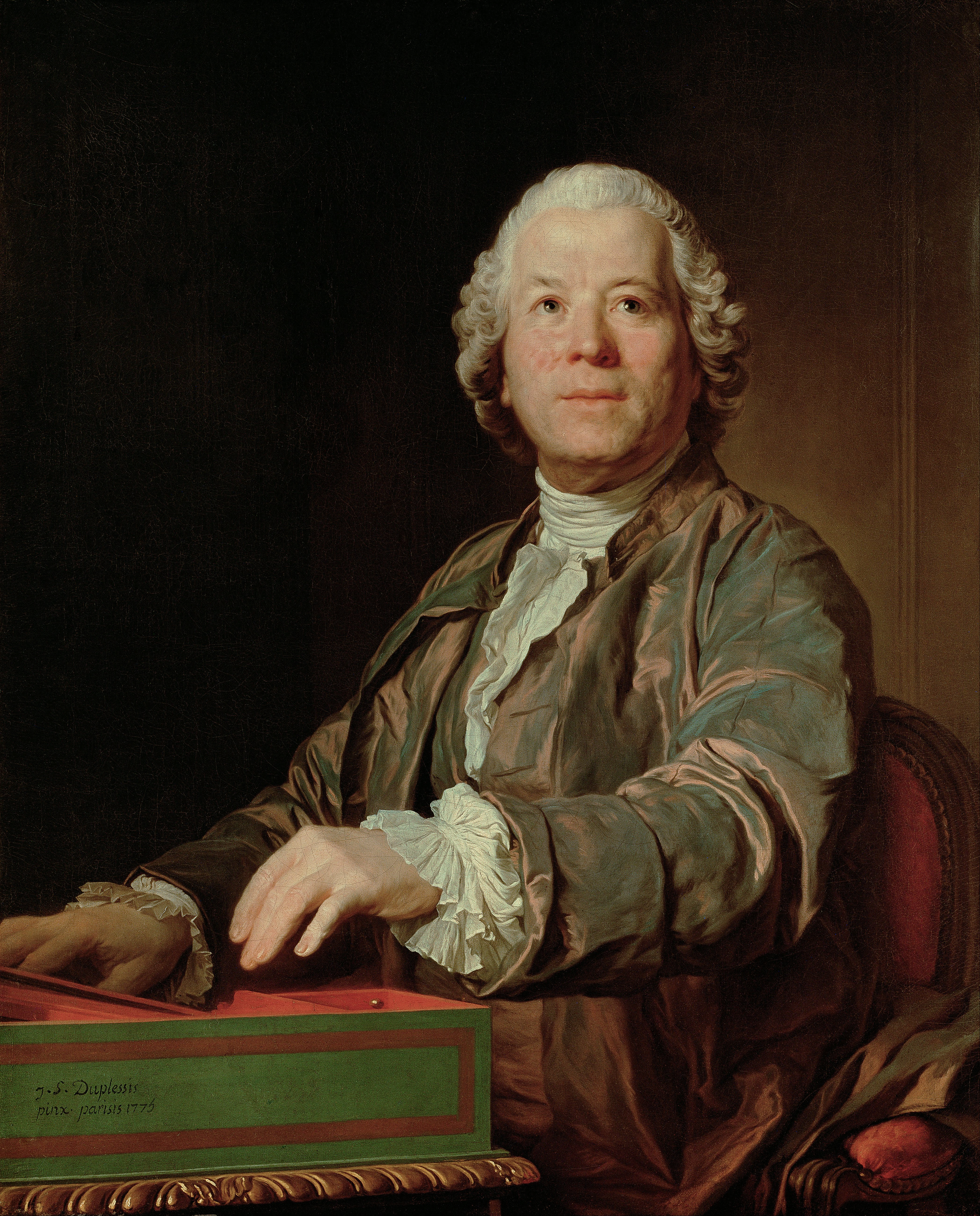
El compositor.

Gluck va fer certs canvis en l'orquestració quan va adaptar Orfeu a la versió francesa de 1774. Els cornettos i els chalumeaux van ser substituïts pels més moderns oboès i clarinets, mentre que la part dels trombons va veure's reduïda, potser per la manca de destresa dels trombonistes francesos. Els cornettos eren instruments utilitzats habitualment en la música religiosa, i els chalumeaux predominaven només en la música de cambra: ambdós estaven passats de moda en la França del 1774. En certa manera, el canvi del chalumeau a l'oboè pot considerar-se equivalent al del castrato pel tenor. Ni el castrato ni el chalumeau han sobreviscut al temps.
Tant en la versió italiana com en la francesa. la lira d'Orfeu està representada per l'arpa, i hom creu que la introducció d'aquest instrument en l'òpera va ser determinant en l'expansió del seu ús en les orquestres franceses. Cada vers de l'ària estròfica Chiamo il mio ben cosi està acompanyat per un sol de diferents instruments. En la versió de Viena eren la flauta, les trompes, i els corns anglesos, però en la versió de 1774 Gluck va haver de canviar l'orquestració emprant una trompa sola i dos clarinets, substituint de nou els instruments menys habituals per altres d'ús més general. Durant l'ària Chiamo il mio ben cosi i els recitatius que s'hi insereixen, Gluck va afegir una altra orquestra fora d'escena consistent en corda i chalumeaux, per a crear un efecte d'eco.

## Personatges
| Personatge          | Tessitura                 | Repartiment original, Viena                      | Tessitura (Estrena francesa)    | Repartiment (Estrena francesa)                 |
| Orfeu Amor Eurídice | castrato contralt Soprano | Gaetano Guadagni Marianna Bianchi Lucia Claverau | tenor alt, haute-contre Soprano | Joseph Legros Sophie Arnould Rosalie Levasseur |

## Sinopsi argumental
La versió de Gluck d'Orfeu retalla la llegenda del cantor tant que queda reduïda als moments essencials. No obstant això cal tenir present que Orfeu, semidéu cantor que recorre Tràcia despertant l'admiració de pagesos, pastors i nimfes pel seu cant immaculat, s'ha enamorat de la nimfa Eurídice i es prepara el casament enmig de l'alegria dels seus admiradors. Tanmateix, Eurídice, que havia anat a recollir flors amb les seves amigues, és agredida per una serp i la mossegada li provoca la mort. Una de les nimfes porta el terrible missatge a Orfeu, que aclaparat, disposa el seu enterrament. Aquí comença la versió de Gluck.

### Acte I
Orfeu, desesperat, canta al costat de la tomba d'Eurídice i els seus laments tristos desperten la compassió de tots els presents, que ploren amb ell. Els déus han sentit els seus laments i L'Amor es presenta per anunciar a Orfeu que podrà, si vol, baixar als inferns a rescatar la seva estimada difunta. Orfeu podrà descendir a l'Hades per a rescatar-la, però amb l'única condició de no mirar-la fins a estar sota els raigs del sol.

### Acte II
Mentre a altres versions Orfeu ha de discutir amb el barquer Caront per creuar la llacuna Estígia, en la versió de Gluck el cantor arriba a un passatge sinistre on les Fúries,
violentes i agitades, solen impedir el pas a qualsevol estrany. No obstant això, amb els seus patètics
accents acompanyats de la lira (l'arpa a l'orquestra), Orfeu aconsegueix que el deixin passar i arriba als Camps Elisis, on regna una pau serena però freda. En aquest ambient es mouen les ombres felices i la mateixa Eurídice. D'acord amb un decret superior, Orfeu ha de marxar confiant que Eurídice el seguirà, ja que ha estat advertit que si es gira per mirar-la abans d'haver sortit a l'exterior, la perdrà per sempre.

### Acte III
En el camí de tornada, Eurídice recrimina a Orfeu que no li ha dirigit tan sols una mirada, la seva insistència arriba fins a negar-se a continuar caminant. Oprimit pel dolor, Orfeu es gira i perd de nou a Eurídice, que mor. No obstant això Gluck va optar pel final feliç: L'Amor reapareix i en premi a la constància d'Orfeu li retorna una altra vegada Eurídice. Tots dos enamorats surten a l'exterior, on se celebra el seu enllaç amb danses.